# Escale à Pago-Pago
Escale à Pago-Pago est le 16e roman de la série SAS, écrit par Gérard de Villiers et publié en janvier 1969 aux éditions Plon / Presses de la Cité. Comme tous les SAS parus au cours des années 1960, le roman a été édité lors de sa publication en France à 50 000 exemplaires.

## Date et lieux principaux de l'action
- Courant 1969.
- Pacifique sud : 
  - Îles Fidji ;
  - Samoa américaines (dans lesquelles se trouve la plus grande ville de l'archipel : Pago Pago) ;
  - Samoa indépendantes ;
  - un peu Nouvelle-Calédonie.

## Personnages principaux
- Malko Linge : agent secret.
- David Radcliff : chef du bureau de la CIA pour le Pacifique sud.
- Dan Lohan : chef du bureau de la CIA pour les Fidji et les Samoa[1].
- Grace Lohan : épouse de Dan Lohan.
- Kim Maclean : homme travaillant pour le Peace Corps.
- Lena mar : salariée dans un bar-discothèque ; compagne de Kim Maclean.
- Ai-Ko : jeune femme qui aide Malko.
- Georges : compagnon d'Ai-Ko.
- Dirty Joe : marin et contrebandier ; alcoolique.
- Harilal Parmeshwar : riche hindou vivant aux Fidji.
- Gupta : fille adolescente du précédent.
- Révérend-père Barnes : mormon.
- Robert Blake : mormon.
- Nabi Khalsar : commerçant à Pago-Pago.
- Chris Jones et Milton Brabeck : agents de la CIA.

## Résumé

### Introduction: Nouvelle-Calédonie
Lors d'une excursion à l’îlot Brosse, au large de la Nouvelle-Calédonie, des touristes découvrent un doigt humain dans l'estomac d'une murène. Le doigt est entouré d'une alliance, qui porte une date et un lieu de mariage. L'analyse de ces informations permet de découvrir que le doigt est celui de Thomas Rose, agent de la CIA, qui a disparu en opération près de Viti Levu dans les îles Fidji, à plus de 1 000 milles marins de l'îlot. Comment ce doigt a-t-il pu dériver autant ? Une chose paraît sûre : l'homme, vivant ou mort, a été transporté jusque dans les parages de la Nouvelle-Calédonie.

### Îles Fidji
Malko est donc envoyé en mission aux îles Fidji, où il rencontre d'abord David Radcliff, le chef du bureau de la CIA pour le Pacifique sud, puis Dan Lohan, chef du bureau local aux Fidji. Dans un premier temps, l'enquête ne donne rien. Malko entend parler de Dirty Joe, un marin qui navigue souvent entre les îles : peut-être saurait-il quelque chose ? On dit aussi que Thomas Rose voyait souvent un pacifiste, Kim Maclean. Malko rencontre une jeune femme, Lena mar, salariée dans un bar-discothèque et compagne de Kim Maclean. Malko se rend très vite compte, quand il évoque le nom de Thomas Rose, que la jeune femme sait quelque chose d'important. Il insiste, se montre pressant et la jeune femme lui propose une sortie en fin d'après-midi, après son travail. Plus tard, comme prévu, Malko et Lena se rendent aux abords d'une plage. La jeune femme propose à Malko d'aller chercher une étoile de mer violette : il y en a à quelques mètres du rivage. Malko se déshabille et entre dans la mer. Il parcourt plusieurs dizaines de mètres sans trouver la moindre étoile de mer. Il est soudain interpellé par une autre jeune qui dirige un côtre : Malko est en danger de mort car le sable est rempli de poissons-pierre venimeux ! La jeune femme, Ai-Ko, le sauve de ce danger invisible. Malko est bouleversé car il comprend que l'innocente Lena Mar a voulu le tuer d'une manière atroce. 
La nuit suivante, Malko est attaqué dans sa chambre d'hôtel par un hindou. Il met l'homme en fuite et va passer le reste de la nuit dans le côtre de Ai-Ko. Il rend compte de la situation de Dan Lohan (deux tentatives de meurtre en 24 h). L'agent de la CIA conseille à Malko de venir avec lui pour rencontrer un riche marchand hindou, Harilal Parmeshwar. La rencontre entre les trois hommes n'aboutit à aucun résultat, Parmeshwar disant n'avoir aucun renseignement à donner.
Le lendemain, Malko apprend que Lena Mar souhaite le rencontrer : en échange de sa protection et de quelques milliers de dollars, elle lui dira ce qu'elle sait. Malko reçoit des indications contradictoires sur l'endroit où se cache la jeune femme. Il propose à Dan Lohan d'aller rencontrer la mère de la jeune fille. Au domicile de celle-ci, ils découvrent Lena Mar égorgée.
Malko décide d'aller revoir Harilal Parmeshwar. Malko dit des mots très durs à l'homme. L'hindou réplique qu'il aime les gens courageux et qu'il donnera des renseignements à Malko prochainement. De retour au bateau d'Ai-Ko, la jeune femme lui apprend qu'elle sait où se trouve Dirty Joe : sur la petite île de Nioué, entre les Tonga et les Samoa.

### Dirty Joe et Pago-Pago
Malko prend un navire et se rend à l'endroit indiqué par Ai-Ko. Il parvient à retrouver le navire du marin alcoolique et à monter à bord. Néanmoins Dirty Joe, terrorisé par les Canaques qu'il emploie, ne veut pas dire un seul mot à Malko. Il est abattu par l'un des Canaques. Malko est en lutte contre les marins de Dirty Joe, qui mettent le feu au navire. Malko s'en sort par miracle, mais a pu récupérer un objet trouvé dans la poche de Dirty Joe : un portefeuille en cuir qui appartenait à Thomas Rose, preuve que Dirty Joe avait été impliqué dans la disparition de l'agent secret.
Malko est secouru par un navire qui se trouve à proximité, et retourne à Pago-Pago dans les Samoa américaines, où il rencontre une seconde fois David Radcliff, le chef du bureau de la CIA pour le Pacifique sud. Il a un problème : seuls Ai-Ko et Dan Lohan étaient au courant de sa tentative de rencontrer Dirty Joe, ce qui signifie que l'un des deux l'a trahi.

### Samoa indépendantes
Sachant que Lena Mar et Dirty Joe sont morts, Malko n'a plus qu'une seule piste : Kim Maclean. Malko va aux Samoa indépendantes pour y rencontrer cet homme. C'est l'occasion pour lui de découvrir ce petit pays éloigné de tout, avec des habitants qui construisent des édifices religieux de toutes les religions, "au cas où". Dès son arrivée, Malko indispose le fonctionnaire chargé de vérifier l'identité des étrangers. Il reçoit immédiatement un arrêté d'expulsion et est assigné à résidence. Un policier est désigné pour le surveiller. 
Le soir même, Malko utilise une ruse pour se débarrasser du policier, à l'occasion d'une soirée au cours de laquelle les deux hommes devaient se partager les faveurs d'une jeune prostituée. Malko va voir des Mormons et, sans leur parler de sa mission secrète, ni de son assignation à résidence ni de son expulsion prochaine, demande leur aide pour retrouver Kim Maclean. Le révérend père Barnes l'aide et met à sa disposition un mormon de la mission avec une Toyota.
Le lendemain, Malko et Robert Blake (mormon) vont chez Kim. Ce dernier se montre particulièrement agressif à l'encontre de Malko. Lorsque l'homme devient menaçant et dangereux quand Malko lui parle de la mort de Lena Mar, Malko quitte prudemment les lieux. Le soir même, tous les habitants du village sont conviés à une fête. Malko suit Kim, mais ce dernier menace l'agent secret avec une arme. Malko ne doit la vie sauve que par l'arrivée miraculeuse de Robert Blake. 
Au petit matin, Malko constate que Kim a quitté le village avec la Toyota des mormons. Il se fait prêter un véhicule par le chef du village et il poursuit Kim en direction du Mont Vaea. La piste le mène dans les terres et il retrouve le véhicule volé. À pied, Malko se met à la poursuite de Kim. Il arrive jusqu'à la tombe de Robert-Louis Stevenson : Kim y est à côté et a ouvert la tombe pour en retirer quelque chose. Quand Kim voit Malko, il lui tire dessus mais le rate. Il quitte peu après les lieux. Malko voit que la tombe du célèbre écrivain est ouverte et que Kim a pris un objet. Malko ignore de quoi il s'agit.
Malko est fait prisonnier par les policiers samoens et est expulsé vers Pago-Pago.

### Retour à Pago-Pago
À Pago-Pago, Malko retrouve ses amis et collègues de toujours, Chris Jones et Milton Brabeck, agents de la CIA.
Il apprend aussi que parmi les documents figurant dans le portefeuille de Thomas Rose, une photographie a "parlé" : elle montre un haut gradé des services secrets chinois. Rose aurait-il découvert que les Chinois voulaient implanter une antenne d'espionnage aux Fidji ?
Il se rend pour la troisième fois chez Parmeshwar. L'hindou lui propose de lui donner des informations à condition que Malko épouse sa fille. Malko apprend par Dan Lohan que cela signifie que Malko doit dépuceler la fille mineure, et qu'il ne s'agit pas vraiment d'un mariage, plutôt d'une convention sociale. Si Malko refuse, cela serait pour l'hindou une insulte épouvantable. Malko accepte les termes du marché. Malko découvre sa "fiancée" : Gupta, une petite fille de 12-13 ans. Il a une relation sexuelle avec elle mais se dégoûte de son acte, car il a l'impression d'agir comme un pédophile. L'hindou remplit ensuite sa part du marché : l'homme qui est responsable de la mort de Thomas Rose est Nabi Khalsar, un horloger de Pago-Pago.
Malko va donc en repérage dans les environs de la boutique de Nabi Khalsar. Il y rencontre, à sa grande surprise, Grace Lohan, l'épouse du chef de poste de la CIA.
Malko utilise les services de Gupta pour faire suivre Grace Lohan.
Le lendemain, Malko reçoit un message qu'il croit provenir de Parmeshwar, lui demandant de suivre le messager. Celui-ci le conduit dans des ruelles mal famées de la ville. Une jeune fille se plaint auprès de la population que Malko a tenté de la violer ! Les gens accourent de toute part pour faire justice, c'est-à-dire broyer ses testicules entre deux pierres plates, et il est sauvé in extremis par Chris Jones et Milton Brabeck.
Malko imagine un plan : il demande à Dan Lohan de venir faire mouiller un navire américain à Pago-Pago. Le lendemain, effectivement, le Taurus est prévu pour arriver dans quelques jours. 
Puis Parmeshwar lui annonce qu'il a l'intention de faire prisonnier Nabi Khalsa et qu'il va le faire payer sa trahison. Malko demande de ne rien faire pendant les 48 prochaines heures.
Malko fait suivre Grace Lohan par Ai-Ko, après l'avoir fait suivre par Gupta. Il découvre que Grace a une liaison sentimentale et sexuelle avec le Fidjien. Elle part de la boutique/domicile du Fidjien avec un sac contenant un objet lourd et de taille moyenne. Malko va ensuite la voir à son domicile et lui explique qu'il sait tout sur sa double vie. Grace est effondrée. Malko en profite pour s'emparer du colis récupéré chez Nabi Khalsa : il s'agit d'un ananas évidé dans lequel on a placé une bombe ! Grace révèle à Malko qu'elle a été "envoûtée" par le charisme de Nabi Khalsa et que Kim Maclean a lui aussi été endoctriné. Mais Kim a aussi plusieurs de ces bombes, qu'il va prochainement lancer sur le Taurus, dont l'arrivée a été annoncée pour le lendemain. En raison des aveux de Grace, Malko lui promet de ne rien dire à Dan Lohan.
Malko fait savoir à Parmeshwar que Nabi Khalsa peut être "puni". Il est prévenu par l'hindou qu'il peut venir assister aux derniers moments de Nabi Khalsa. Lorsque Malko arrive au domicile de l'hindou, Nabi Khalsa a été atrocement torturé pendant des heures, et n'a plus qu'un souffle de vie. L'hindou propose à Malko de l'achever, mais il refuse. Parmeshwar égorge Nabi Khalsa avec un kriss.

### Dénouement
Les choses s'éclaircissent : le colonel Kan maï, des services secrets chinois, avait le projet d'utiliser des poseurs de bombes insoupçonnables, en l'occurrence Kim Maclean et Grace Lohan, qui devaient déposer des ananas remplis d'explosifs sur des navires américains en mouillage à Pago-Pago, par exemple lors de réceptions à bord. Thomas Rose avait découvert la machination et avait été assassiné par les services chinois, qui avaient "sous-traité" la disparition du cadavre auprès de Dirty Joe. Lena Mar avait été assassinée pour éviter qu'elle ne révèle le secret.
Reste à faire arrêter Kim Maclean. Malko parvient à retrouver sa trace. Une lutte s'engage entre le "pacifiste" Maclean et l'agent secret, au cours de laquelle Maclean tombe d'un téléphérique avec l'une de ses bombes. Il explose dans les airs avec sa bombe.